# ثابت الغازات العام
ثابت الغازات العام في الفيزياء والكيمياء (بالإنجليزية: universal gas constant) (رمزه R) هو ثابت فيزيائي يستخدم في دراسة خواص الغازات، ويدخل في عدد كبير من القوانين الفيزيائية المتعلقة بحالة نظام من الغاز من حيث تأثير تغير حالته عن طريق رفع درجة الحرارة أو الضغط أو إنتروبية النظام.
كما ينتج ثابت الغازات العام من قانون الغازات المثالية؛ وقيمته التي حصل عليها العلماء بالتجارب هي:
R = 8.314472(15) J · K-1 · mol-1
وقد حصلنا على قيمة ثابت الغازات العام بالتجربة العملية حيث أنه ينطبق على جميع الغازات «المثالية». وعند مشاهدة حجم V معين من الغاز وضغطه p ودرجة حرارته T ، نجد أن تلك الثلاثة متغيرات ترتبط ببعضها البعض طبقا للمعادلة التالية، ويظهر فيها مقدار ثابت لا يتغير بنوع الغاز، وهذا الثابت R أسماه العلماء ثابت الغازات العام.
{\displaystyle p\;V=n\;R\;T}
تعبر الكمية n عن كمية الغاز الموجودة في الحجم V أو بمعنى آخر تعبر عن عدد الجسيمات في الغاز الموجودة في الحجم V . وقد يتبادر للمرء أن ضغط الغاز يعتمد على كتلة جزيئات الغاز أو كتلة ذرات الغاز، ولكن هذا ليس صحيحا فالثابت العام للغازات هو ثابت ينطبق لجميع الغازات المثالية مثل الهيليوم والنيون والأرجون وغيرها، ولذلك يسمى "الثابت العام للغازات. وأول من توصل إلى أن ثابت الغازات هو ثابت عام لجميع الغازات المثالية كان العالم أفوجادرو في عام 1811 وسمي قانون أفوجادرو باسمه.
وحدة الثابت العام للغازات هي جول/ مول/كلفن، أي مقدار الطاقة الموجودة في 1 مول من الغاز وتغيرها عند رفع درجة حرارة الغاز درجة واحدة. لهذا نضرب عدد أفوجادرو الذي يعطي عدد الجسيمات في 1 مول من الغاز، نضربه في ثابت بولتزمان kB (وهي كمية الطاقة التي يكتسبها جزيئ واحدً من الغاز عند رفع درجة حرارة الغاز 1 درجة كلفن)، فنحصل على ثابت الغازات العام.

## معناه
ثابت الغازات العام وأحيانا يسمى ثابت الغازات المولي  هو حاصل ضرب عدد أفوجادرو (NA) في ثابت بولتزمان (kB).
{\displaystyle R=N_{\mathrm {A} }\cdot k_{\mathrm {B} }}
قيمة ثابت الغازات العام طبقا ل لجنة بيانات العلوم والتكنولوجيا «كوداتا 16 مايو 2011»:
{\displaystyle R=8{,}314\;4721\;(75)\;{\frac {\mathrm {J} }{\mathrm {mol\,K} }}}
أي يبلغ الانحراف المعياري والذي يمثل مقدار الخطأ المحتمل في قيمته
0,000 0075 جول مول −1 كلفن−1).
وقد قام العلماء بتعيين ثابت الغازات العام بالطرق المعملية كالثابت العام للغازات في معادلة الغاز المثالي:
{\displaystyle p\;V=n\;R\;T}
وهو يربط بين دوال الحالة لغاز وبين درجة الحرارة T وكمية المادة n والضغط p والحجم V ، كما يستخدم في عدد كبير من التطبيقات والمعادلات المتعلقة بخواص الغازات.
وربما يعتقد البعض أن ضغط الغاز يعتمد على كتلة الجزيء أو الجسيم في الغاز، ولكن هذا ليس صحيحا بالنسبة لأي غاز مثالي. وحقيقة أن ثابت الغازات المولي ثابت لا يتغير بنوع الغاز المثالي قد توصل إليها أميدو افوجادرو عام 1811 بالتجارب العملية وصاغ نتائجه فيما يسمى قانون أفوجادرو للغازات.

## ثابت الغازات النوعي
ينطبق ثابت الغازات العام على الغازات المثالية مثل الهيليوم والنيون والكريبتون وهي غازات أحادية الذرات، أي لا تكوّن جزيئات. أما الغازات الحقيقية مثل الأكسجين والنيتروجين وثاني أكسيد الكربون فهي لاتتكون من ذرات منفردة وإنما تتواجد تلك الغازات الحقيقية في هيئة جزيئات، فمثلا يتكو ن جزيء الأكسجين من ذرتين، ويتكون جزيء ثاني أكسيد الكربون من ثلاثة ذرات (ذرة كربون متحدة بذرتين أكسجين)، تلك الغازات الحقيقية يمكنها حمل طاقة داخلية (في الجزيئات أنفسها) بالإضافة إلى طاقة حركتها الانتقالية العشوائية. لهذا يتعدل الثابت العام للغازات الذي ينطبق على الغازات المثالية لكي يصف سلوك الغاز الحقيقي تحت الاختبار.
عندما نقسم ثابت الغازات العام R على الكتلة المولية لغاز حقيقي نصل إلى ما يسمى «ثابت الغازات النوعي» لهذا الغاز الحقيقي، فهو كما نرى يعتمد على نوع الغاز الحقيقي وتركيب الجزيء منه. يرمز لثابت الغاز النوعي بالرمز: Rs أو Rspec
{\displaystyle R_{\mathrm {s} }={\frac {R}{M}}}
ونظرا لأن الكتلة المولية M هي الشائعة لوصف غاز فإنه من الأحسن عدم استخدام ثابت الغازات النوعي واستبداله بثابت الغازات العام مع استخدام الكتلة المولية للغاز.
بالتجارب العملية توصل الباحثون إلى تعيين ثابت الغازات النوعي للعديد من الغازات الحقيقية (أنظر الجدول)، ومن ضمنها على الأخص بخار الماء الذي تنتشر صناعته في الآلات البخارية والتوربينات وغيرها، وتحدد خواصه عند درجات حرارة مختلفة ومرتفعة كفاءة الآلة التي تعمل بواسطته:
| الغاز                   | {\displaystyle R_{\mathrm {s} }} [J·kg−1·K−1] | {\displaystyle M} [g·mol−1] |
| ----------------------- | --------------------------------------------- | --------------------------- |
| أرجون (عنصر), Ar        | 208                                           | 39,94                       |
| ثاني أكسيد الكربون، CO2 | 188,9                                         | 44,01                       |
| أول أكسيد الكربون، CO   | 297                                           | 28,01                       |
| الهيليوم، He            | 2077                                          | 4,003                       |
| الهيدروجين، H2          | 4124                                          | 2,016                       |
| الميثان، CH4            | 518,3                                         | 16,05                       |
| النيتروجين، N2          | 296,8                                         | 28,02                       |
| الأكسجين، O2            | 259,8                                         | 31,999                      |
| البروبان، C3H8          | 189                                           | 44,09                       |
| ثاني أكسيد الكبريت، SO2 | 130                                           | 64,07                       |
| الهواء الجاف            | 287                                           | 28,97                       |
| بخار الماء، H2O         | 462                                           | 18,01                       |

تنشأ تلك القيم المختلفة للغازات الحقيقية بسبب تركيبها، هل يتكون الجزيء منها من ذرتين، أو ثلاثة ذرات أو أكثر. لتلك الغازات لا بد من أخذ ما يسمى درجات حرية الجزيء في الاعتبار، ودرجات حرية جزيء تعتمد على الحركة الانتقالية لجزيئات الغاز وكذلك على طرق اهتزازه الذاتية (أنظر درجة حرية.)
وكما أن هناك علاقة تربط ثابت الغازات العام «بثابت بولتزمان» فيمكن ربط ثابت الغاز النوعي أيضا بثابت بولتزمان كالآتي:
{\displaystyle R_{\rm {specific}}={\frac {k_{\rm {B}}}{m}}}
وهناك علاقة هامة تتعلق بالديناميكا الحرارية. وهذه العلاقة تربط بين ثابت الغاز النوعي بالحرارة النوعية للغاز:
{\displaystyle R_{\rm {specific}}=c_{\rm {p}}-c_{\rm {v}}\ }
حيث cp الحرارة النوعية للغاز عند ثبات الضغط، وcv الحرارة النوعية للغاز عند ثبات الحجم.
من المعتاد في التطبيقات الهندسية بالرمز لثابت الغازات النوعي بالرمز R . في تلك الحالة يستخدم رمز آخر لثابت الغازات العام مثل
R للتفرقة بينهما حيث u اختصارا ل universal . وعلى أية حال فلا بد لنا من ذكر أو التحقق عما إذا كانت R المذكورة تعني ثابت الغاز العام أم ثابت الغاز النوعي ! 

## تطبيق على الهواء
تبلغ الكتلة المولية Mair للهواء الجاف 28,9644  (جرام/مول)، [وبالكيلوجرام تعادل = 0,0289644  كيلوجرام/مول ].
بذلك يمكننا حساب ثابت الغازات النوعي للهواء Rs, air لكل كيلوجرام:
{\displaystyle R_{\mathrm {s,air} }=287{,}058\;\mathrm {\frac {J}{kg\cdot K}} }
ووحدته هنا جول/(كيلوجرام. كلفن). وتنطبق هذا القيمة مع القيمة المذكورة في الجدول أعلاه.

## تطبيق لحساب ضغط بخار الماء
طبقا لدالة الحالة الترموديناميكية للغاز المثالي نحصل على ضغط بخار الماء المشبع (بالتقريب) كحاصل ضرب كمية بخار الماء المشبع في ثابت الغازات النوعي ودرجة الحرارة بالكلفن. ونستخدم المعادلة كالآتي:
{\displaystyle E_{\gamma ,\varphi }(T)=\rho _{\gamma ,\varphi ;\mathrm {max} }(T)\cdot R_{\gamma }\cdot T}
حيث تعبر «جاما» هنا عن بخار الماء،
- وثابت الغازات انوعي لبخار الماء Rγ,
- φ ; ترمز لطور الماء، وهو هنا " بخار الماء  ،
- Eγ,φ ضغط البخار،

*و ργ,φ كثافة البخار المشبع.
طبقا للنظام الدولي للوحدات SI تقاس كثافة البخار المشبع غالبا بوحدة
جرام/متر المكعب، أي g/m3.